# 7-甲基辛酸
7-甲基辛酸是一种有机化合物，化学式为C9H18O2，它是异壬酸的同分异构体之一。

## 制备
7-甲基辛酸可由7-甲基辛醇和吡啶重铬酸盐（或三氧化铬）的氧化反应制得。6-溴己酸钠和异丙基氯化镁反应，酸化后加水可以析出7-甲基辛酸。
7-甲基辛酸甲酯在碱性条件下水解，或7-甲基-7-辛烯酸在钯碳的催化下由氢气还原，也能得到产物。

## 性质
7-甲基辛酸和光气加热反应，得到7-甲基辛酰氯；在酸性催化剂的催化下，也能和醇反应生成酯。